# Johann Peter Schiltenberger
Johann(es) Peter Schiltenberger (auch Schiltberger; * 1684 in Stadtamhof; † 11. Februar 1759 zu Kirchdorf) war ein deutscher Rechtswissenschaftler und Hochschullehrer.

## Leben
Schiltenberger stammt nach eigenen Angaben aus dem Geschlecht der Schiltperger. In Regensburg besuchte er das Jesuitengymnasium St. Paul eine Vorläuferschule des heutigen Albertus-Magnus-Gymnasiums und ging anschließend 1709 an die Universität Ingolstadt. Dort studierte er insbesondere die Rechtswissenschaft und wurde 1713 zum Dr. iur. promoviert. Nach Abschluss des Studiums wurde er zunächst als Advokat in Regensburg tätig, verließ die Stadt jedoch bereits 1713 wieder, nachdem dort die Pest ausgebrochen war. In dieser Zeit starb auch der Ingolstädter Rechtsprofessor Johann Friedrich von Chardel, auf dessen Stelle er sich bewarb.
Zum 20. November 1713 wurde Schiltenberger als außerordentlicher Professor des Kriminalrechts und der Praxis in die Juristische Fakultät der Universität Ingolstadt eingeführt. Bereits ein Jahr später, 1714, wurde er in den Rang eines ordentlichen Professors erhoben und zum Hofrat ernannt. Später wurde er Professor der Digesten und des Feudalrechts. Er war in seiner Zeit an der Universität viermal ihr Rektor, nämlich in den Jahren 1736, 1740, 1744 und 1750.
Schiltenberger erlitt im Jahr 1755 einen Schlaganfall, von dem er sich nicht mehr erholte. 1758 ging er zur Kur nach Abensberg. Als hier nicht die erwünschte Wirkung eintrat, übersiedelte er nach Kirchdorf, da dort sein Bruder als Pfarrer wirkte.

## Publikationen (Auswahl)
- Quaestiones selectae ex universo jure desumptae, Grass, Ingolstadt 1718.
- Quaestiones Illustres Ex Universo Jure Desumptae , Zipper, Ingolstadt 1731.
- Disputatio iuridica ad lib. 49. tit. 16. ff. de re militari, Zipper 1734.
- Consilia seu responsa civilia et criminalia. Ingolstadt 1739.